# Brachystegia boehmii
A Brachystegia boehmii a hüvelyesek (Fabales) rendjébe, ezen belül a pillangósvirágúak (Fabaceae) családjába tartozó faj.

## Neve
Ez a növényfaj a tudományos fajnevét, azaz a másodikat a boehmii-t, Richard Böhm német természettudós és zoológus tiszteletére kapta. A 19. században, Böhm felfedezőutakat tett Afrikába.

## Előfordulása
A Brachystegia boehmii előfordulási területe Afrika keleti és déli részein őshonos. A következő országokban található meg: Angola, Botswana, Kongói Demokratikus Köztársaság, Malawi, Mozambik, Zimbabwe és Zambia.

## Megjelenése
Ez a fa elérheti a 15 méteres magasságot is. A levele 35 centiméter hosszú és szárnyas; 15-30 levélkepárja van, a középső levélkepár 30-65 x 7-18 milliméteres. Az alsó és a felső felületei nagyjából egyforma színűek. A tavaszi, friss hajtások rózsaszínek vagy téglavörösek, idővel sárgává vagy világoszölddé válnak; az idős levelek sötétzöldek. Amikor lehullani készülnek halvány vörösekké változnak. A kérge példánytól függően a szürkétől a barnáig változik, felülete durva tapintású és repedezett. A kis virágai sárgásak, nagy bibékkel. A hüvelytermése narancssárgás-barnás és a megszokottól nem hosszúkás hanem nyújtott kerek és lapos.

## Életmódja
Ez a fafaj szerves része a szavannákon előforduló ligeterdőknek. 900-1600 méteres tengerszint feletti magasságok között is megtalálható.

## Képek

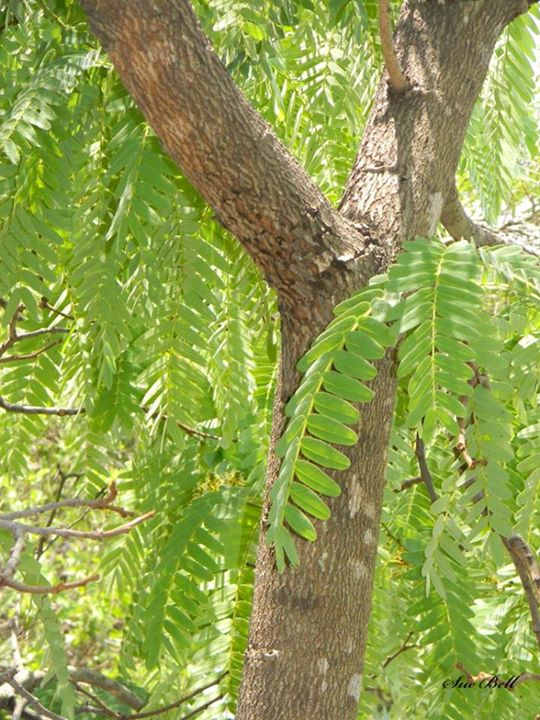
A kérge és levelei
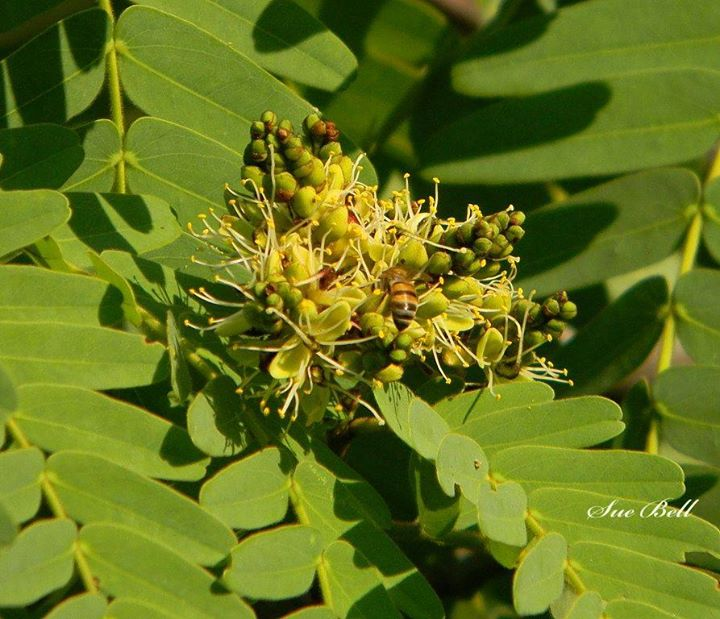
Virágzatai és...
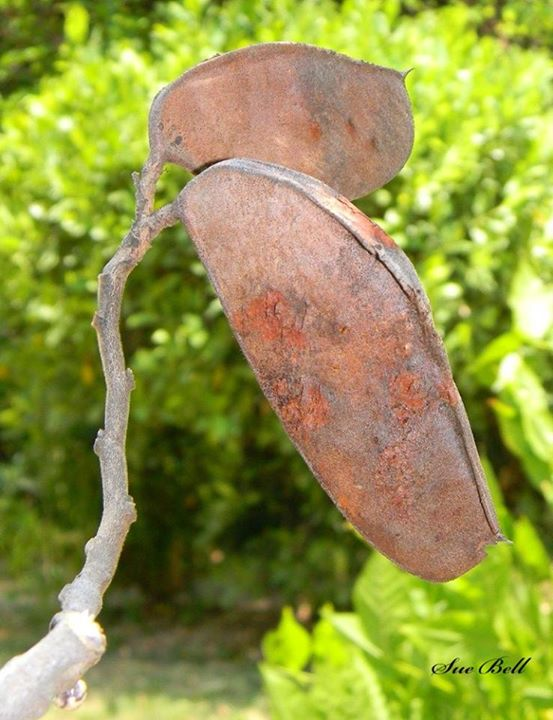
hüvelytermései

### Fordítás
- Ez a szócikk részben vagy egészben  a   Brachystegia boehmii című angol Wikipédia-szócikk ezen változatának fordításán alapul.  Az eredeti cikk szerkesztőit annak laptörténete sorolja fel. Ez a jelzés csupán a megfogalmazás eredetét és a szerzői jogokat jelzi, nem szolgál a cikkben szereplő információk forrásmegjelöléseként.